# إدوارد أرنولد مارتن
إدوارد أرنولد مارتن (بالألمانية: Eduard Arnold Martin)‏ هو طبيب توليد ‏ وطبيب ألماني، ولد في 1809 في هايدلبرغ في ألمانيا، وتوفي في 1875 في برلين في ألمانيا.